# Castellar Neto
Castellar Modesto Guimarães Neto (Coronel Fabriciano, 4 de outubro de 1982) é um advogado e político brasileiro.
Ele representou o estado de Minas Gerais no Senado Federal de julho a novembro, por ser o primeiro suplente do senador Carlos Viana, após o titular ter tirado licença para disputar as Eleição Municipal de Belo Horizonte. É filiado ao Progressistas.
É presidente-eleito da Federação Mineira de Futebol para o ciclo 2026-2030 . Anteriormente foi também presidente da Federação Mineira (2014-2018) e vice-presidente da Confederação Brasileira de Futebol (2019/2022). Na política, foi ainda Secretário de Governo da Prefeitura de Belo Horizonte.

## Biografia
Castellar Neto formou-se em Direito pela Universidade FUMEC, em Belo Horizonte, em 2005. Após, especializou-se em Ciências Penais pela Pontifícia Universidade Católica de Minas Gerais, em 2009. Em 2011, concluiu mestrado em Direito Penal e Política Criminal na Universidade Sorbonne, Pantheón - Paris-1, na França.
Atualmente, é membro do Tribunal do Futebol da FIFA.
De 2023 a 2024, foi Secretário Municipal de Governo da Prefeitura de Belo Horizonte. Em 2024, assumiu cadeira no Senado Federal, por Minas Gerais.

## Projeto de Lei nº 5/2022 sobre fogos de artifício
Em 2022, foi apresentado no Senado Federal o Projeto de Lei nº 5/2022, de autoria do senador Randolfe Rodrigues, com o objetivo de proibir, em todo o território nacional, a fabricação, comercialização, transporte, manuseio e uso de artefatos pirotécnicos que produzam estampidos ou ruídos elevados.
A proposta foi aprovada pela Comissão de Constituição, Justiça e Cidadania (CCJ) em decisão terminativa em outubro de 2024. O relator do projeto, senador Castellar Neto (PP-MG), propôs um limite de pressão sonora de até 70 decibéis para os artefatos permitidos, após considerar os impactos do ruído em pessoas com sensibilidade auditiva, como autistas, idosos e animais. Também sugeriu um prazo de seis meses para que as empresas se adequem às novas regras.